# Sigmund Holbein

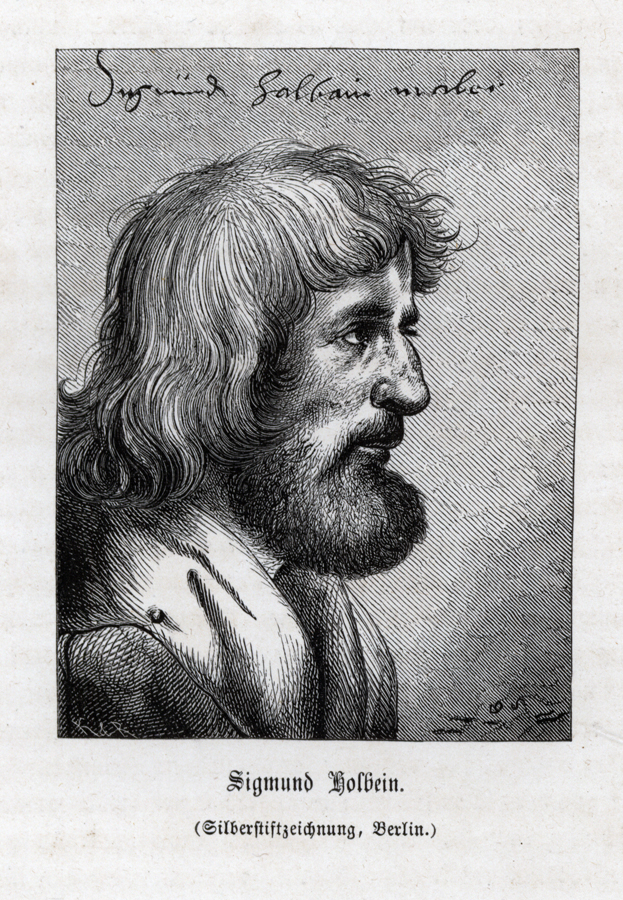
Sigmund Holbein

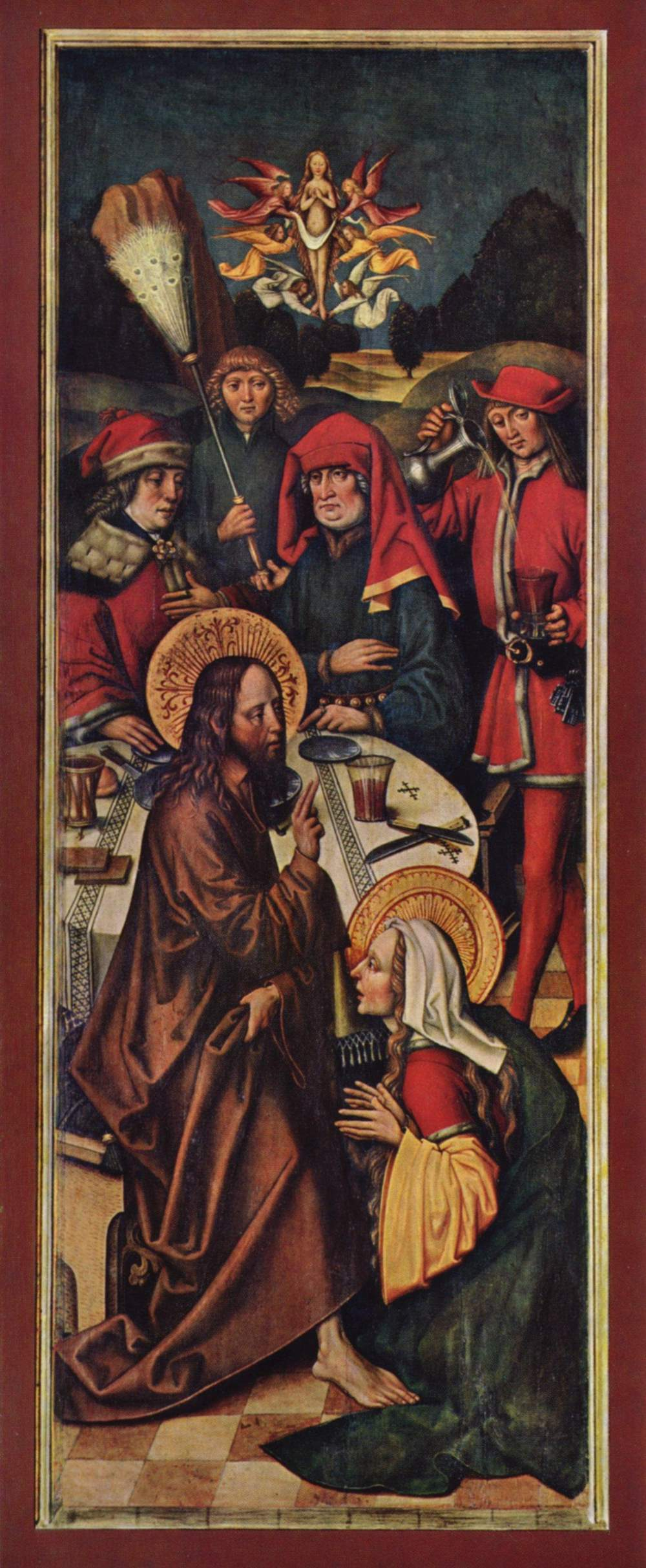
Christus im Hause Simons, um 1500

Sigmund Holbein (* um 1470 wahrscheinlich in Augsburg; † vor dem 18. November 1540 in Bern) war ein deutscher Maler.

## Leben
Sigmund Holbein war der jüngere Bruder Hans Holbeins d. Ä., in dessen Werkstatt er bis etwa 1517 tätig war. Man vermutet in ihm den „Meister der (Nürnberger) Apostelmysterien“, den Schöpfer eines Altars aus der Holbein-Werkstatt, von dem die meisten Tafeln im Zweiten Weltkrieg verloren gingen. Nach dem Weggang seines älteren Bruders aus Augsburg führte er dessen Werkstatt weiter, konnte aber nicht mehr an deren frühere Erfolge anknüpfen. Es gelang ihm damit nicht, sich aus dem Schatten seines bedeutenden Bruders zu lösen.
Keines seiner Werke ist signiert oder durch Urkunden gesichert, so dass sich sein mögliches Œuvre lediglich aus stilkritischer Sicht aufbaut. Grundlagen dafür waren laut Ernst Buchner Elemente in den Werken von Hans Holbein d. Ä. und seiner Werkstatt, die „härter und präziser in der Formengabe und trockner in der Farbgebung“ als bei diesem selbst waren. Auf einem dieser Werke, einer Darbringung im Tempel, schaut die Figur des Josef so eindringlich auf eine andere Figur, dass man sie für ein Selbstbildnis des Malers halten muss. Diese Figur wiederum gleicht der einzigen belegten Darstellung von Sigmund auf einer Zeichnung von Hans Holbein d. Ä. im British Museum in London.

## Werke
- Baltimore, Coll. Mr. J. Epstein: Bildnis eines Mannes
- Basel, Kunstmuseum: Christus im Haus Simons
- Basel, Slg. B. Sarasin: Die Dornenkrönung Christi; Die Kreuztragung Christi
- Dietramszell, Slg. F.v.Schilcher: Die Entkleidung Christi; Christus in der Rast – heute Montreal, Musée de Beaux-Artes
- Den Haag, Mauritshuis: Die Geburt Mariae
- Dresden, Gemäldegalerie Alte Meister: Das Martyrium des Apostels Bartholomäus um 1504
- London, Coll. G. C. Arnot: Die Verspottung Christi
- München, Alte Pinakothek: Mariae Tempelgang 1512; Die Darstellung Christi im Tempel 1512
- ehemals Nürnberg, Germanisches Nationalmuseum (alle Kriegsverluste): Das Martyrium des Apostels Petrus; Das Martyrium des Apostels Johannes Ev.; Das Martyrium des Apostels Thomas; Das Martyrium des Apostels Jakubus minor; Das Martyrium des Apostels Philippus; Das Martyrium des Apostels Matthias; Das Martyrium des Apostels Jakobus major; Das Martyrium des Apostels Bartholomäus; Das Martyrium des Apostels Andreas
- Rödelheim, kath. Pfarrkirche: Das Martyrium des Apostels Judas Thaddäus; Das Martyrium des Apostels Simeon
- Warschau, Nationalmuseum: Die Geißelung Christi um 1498–1500; Christus vor Pilatus um 1498–1500